# Bajo el signo de la patria
 Bajo el signo de la patria  es una película filmada en colores de Argentina dirigida por René Mugica según su propio guion escrito en colaboración con el guion de Isaac Aisemberg que se estrenó el 20 de mayo de 1971 y que tuvo como protagonistas a Ignacio Quirós, Enrique Liporace, Héctor Pellegrini y Roberto Airaldi.

## Sinopsis
Aspectos de la vida del general Manuel Belgrano entre el momento en que se hace cargo del Ejército del Norte y la batalla de Salta.

## Producción
Cuando Isaac Aisemberg estaba escribiendo el guion en 1971, durante un período en que gobernaba Argentina un gobierno militar, el general González Filgueira, Presidente del Instituto Belgraniano, le dijo que desde la SIDE (Servicio de Inteligencia del Estado) se había objetado que un judío escribiera sobre la patria y la bandera, por lo cual Aisemberg optó por firmarlo bajo el nombre de Ismael Montaña.

## Reparto
- Ignacio Quirós   ... Gral. Manuel Belgrano[2]
- Enrique Liporace ... Tte. Cnel. Cornelio Zelaya
- Héctor Pellegrini
- Roberto Airaldi
- Ricardo Passano
- Leonor Benedetto
- Néstor Zebrini
- Reynaldo Mompel
- Martín Adjemián
- Aldo Mayo
- Rodolfo Machado
- Gloria Leyland
- Mario Lozano
- Juan Carlos Lamas
- Hugo Mugica
- Aldo Barbero
- Jesús Pampín
- Ariel Absalón

## Comentarios
Agustín Mahieu en La Opinión escribió:

”Belgrano en sus momentos de gloria en un film sin ambigüedad.”

Sobre esa película ha dicho el crítico Fernando Peña:

”puede humillar a casi todos los ejemplos que el género produjo en esa época. La retórica se evita con textos lacónicos que logran gambetear al mármol, mientras la imagen sostiene un tono despejado y polvoriento. Los límites de la trama impiden que la película se convierta en una sucesión de estampas biográficas inconexas. La música de Eduardo Falú alcanza un protagonismo conmovedor en la escena del éxodo pero nunca se desborda, mientras la saturación musical era una característica común en las películas del ciclo histórico. En el modo en que Mugica destaca los rostros de los nativos durante todo el film, en esa atención al sacrificio del paisano anónimo, hay algo del mejor Demare. Pero la referencia más directa es íntima: Belgrano trabaja toda la noche, agotado del cansancio y su médico se acerca para pedirle que descanse "porque está amaneciendo". Años antes, durante el rodaje de La guerra gaucha, el director Demare y el ayudante Mugica habían protagonizado una escena similar."